# Peristicta aeneoviridis
Peristicta aeneoviridis là loài chuồn chuồn trong họ Protoneuridae. Loài này được Calvert mô tả khoa học đầu tiên năm 1909.